# Virtuts cardinals
Les virtuts cardinals són aquelles virtuts considerades més importants per a la tradició del cristianisme, encarregades de guiar la bona conducta. Tradicionalment hi ha quatre virtuts cardinals:
- Prudència - Capacitat per a atendre, en obrar, a totes les circumstàncies del cas, a les conseqüències probables de l'acció, a fi de regular la seva conducta, evitar les faltes.
- Justícia - per la qual hom té com a guia la veritat i és inclinat a donar a cadascú el que li pertany, a respectar el dret. Es pot interpretar com la moderació pròpia entre egoisme i els lleis i necessitats d'altres.
- Temprança - autocontrol que practica abstenció i moderació
- Fortitud - assegura la fermesa en les dificultats i la constància en la cerca del bé, arribant, fins i tot, a la capacitat d'acceptar l'eventual sacrifici de la pròpia vida por una causa justa.

Creades a partir de l'esquema de Plató (vegeu Protagoras 330b, que també inclou la pietat (hosiotes)) i adaptat per Sant Ambròs, Agustí d'Hipona, i Tomàs d'Aquino (vegeu Summa Theologica II(I).61). El terme "cardinal" prové del llatí cardo o frontissa; les virtuts cardinals s'anomenen així perquè són frontisses en les quals se sosté la porta de la vida moral.
| Iustitia (justícia) | Fortitudo (fortitud) | Prudentia (prudència) | Temperantia (temprança) |
| ------------------- | -------------------- | --------------------- | ----------------------- |
| Justícia            | Fortitud             | Prudència             | temprança               |

Plató les identificava amb les classes de la ciutat descrita dins La República, i amb les facultats de l'home. La Temprança estava associada amb les classes que productives, els pagesos i artesans, i amb els apetits animals; la Fortitud amb els guerrers i amb l'element animat en l'home; la Prudència amb els governants i amb la raó i la Justícia, fora del sistema de classes i divisions humà, i governa la relació pròpia entre les altres tres.
De Plató pot haver estat incorporat a la filosofia jueva; al deuterocanònic llibre de la saviesa (8:7): "O si un estima la justícia els fruits de les seves accions són virtuts; Perquè ensenya moderació i prudència, justícia i fortitud, i res en la vida no és més útil per a l'home." (segle i aC)
Es va traslladar al cristianisme, on sant Agustí les resumia dient:
| « | Viure bé no és altra cosa que estimar Déu amb tot el cor, amb tota l'ànima i amb tota l'acció. Li conservem un amor enter (per la temprança) que cap desgràcia no pot fer trontollar (això ve de la fortalesa), que l'obeeix a ell sol (i això és la justícia), que vetlla amatent per discernir totes les coses i no deixar-se sorprendre de l'engany i la mentida (i això és la prudència) | » |

Aquestes virtuts "cardinals" no són igual a les virtuts teologals: fe, esperança, i caritat (vegeu 1 Coríntis 13). Juntes, formen el que es coneix com les "set virtuts cardinals", també congudes com les virtuts celestials.

## Història de les Virtuts
Mentre la història suggereix que les quatre primeres daten dels filòsofs grecs i eren aplicables a tots aquells que vulguin viure una vida moral, les virtuts teologals semblen ser específiques del cristianisme i escrites per sant Pau al Nou Testament.
A la República, Plató narra una discussió sobre les característiques d'una bona ciutat on s'accepta que: "Clarament, cal ser assenyat, valent, serè, i just." (427e i 435b)
Ciceró (106-43 Ac) va escriure: "La virtut es pot definir com a costum de la ment (animi) en harmonia amb la raó i l'ordre de la natura. Té quatre parts: saviesa (prudentiam), justícia, valor, temprança." (De Inventione, II, LIII)
A l'Antic Testament les quatre virtuts cardinals apareixen al deuterocanònic llibre de la saviesa (8:7): "O si un estima la justícia els fruits de les seves accions són virtuts; Perquè ensenya moderació i prudència, justícia i fortitud, i res en la vida no és més útil per a l'home." (segle i aC)
També figura a la literatura apòcrifa jueva. A 4 macabeus 1:18-19 es descriu: "Les classes de saviesa són el judici correcte, justícia, valor, i autocontrol. El bon judici és suprem per sobre de tots aquests, ja que per mitjà seu la raó governa les emocions." El Pare beneeix els que practiquen aquestes virtuts sagrades, i aniran al cel, i seran sagrats." (cap a l'any 40)
Sant Ambrós (330-397) va ser el primer a fer servir l'expressió "virtuts cardinals". "I sabem que n'hi ha quatre virtuts cardinals, temperança, justícia, prudència, fortitud." (Comentari a Lucas, V, 62)
Al Llibre del Gènesi (28:10-22) Jacob descriu la seva visió d'una escala que condueix al cel. En la tradició oral, els tres esglaons principals de l'escala es denominaven Fe, Esperança i Amor. (l'ús posterior de "caritat" prové de caritas o "amor"). També s'esmenten a 1 coríntis 13:
I ara aquestes tres romanen: fe, esperança i amor. Però la més gran de totes és l'amor.
A causa d'aquesta referència, els set atributs s'agrupen a vegades com quatre virtuts cardinals (prudència, temprança, fortalesa, justícia) i tres gràcies celestials (fe, esperança, caritat).

## Descripcions de les Virtuts

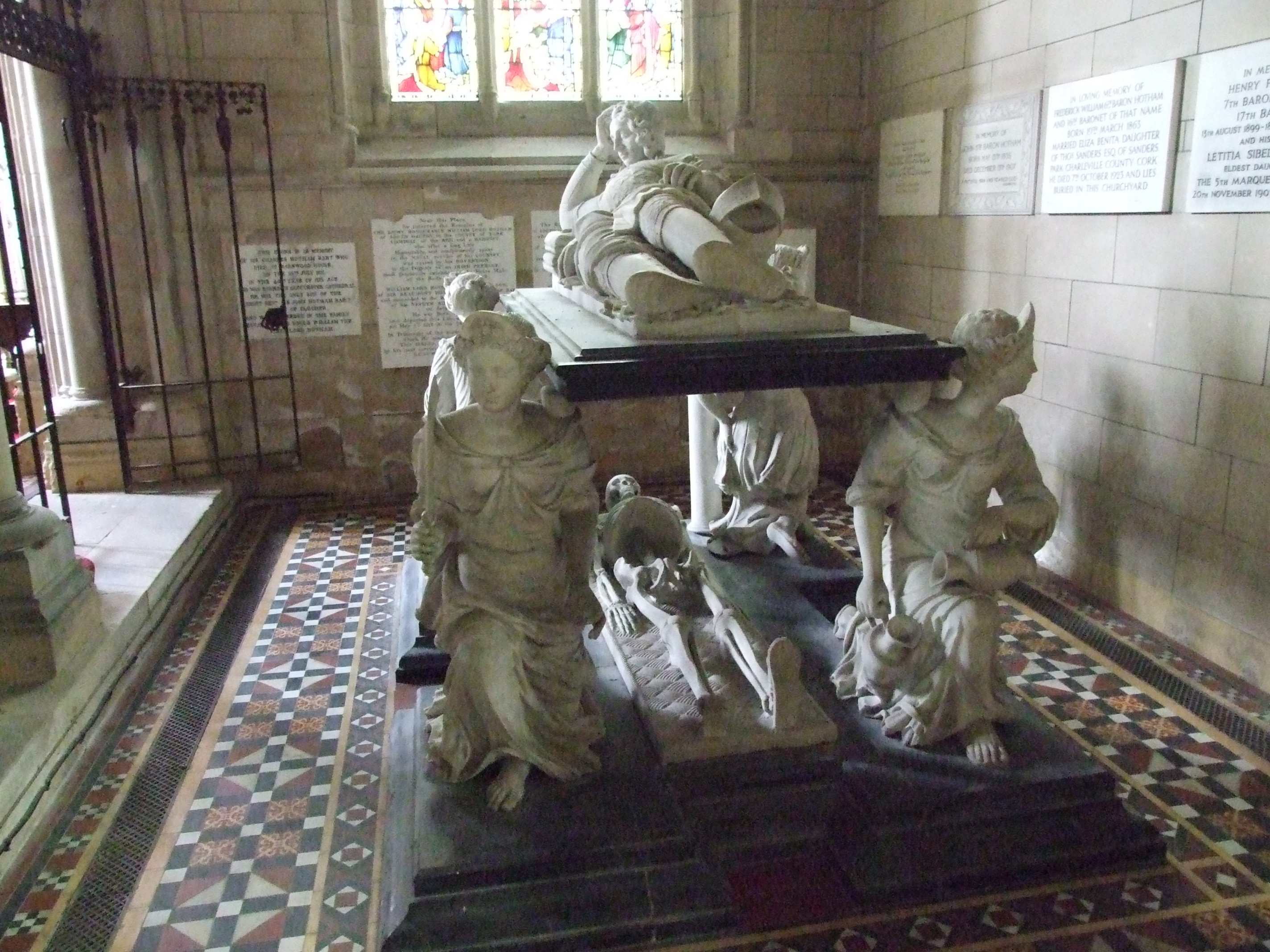
La Tomba de Sir John Hotham, suportada per figures de les virtuts cardinals

Les Virtuts Cardinals es descriuen sovint com figures al·legòriques femenines i són un tema popular en escultures funeràries. Els atributs i els noms d'aquestes figures poden variar segons tradició local.
La iconografia utilitzada per a descriure les Virtuts Cardinals fa servir els següents elements simbòlics:
- Justícia - espasa, balances, corona
- Temprança - roda, brida i regnes, hortalissa i peix, copa, aigua i vi en dues gerres
- Fortitud - armadura, amb un lleó, palma, torre, jou, columna trencada
- Prudència - llibre, rotlle, mirall (ocasionalment atacat per un serpent)